# Conradh na Gaeilge

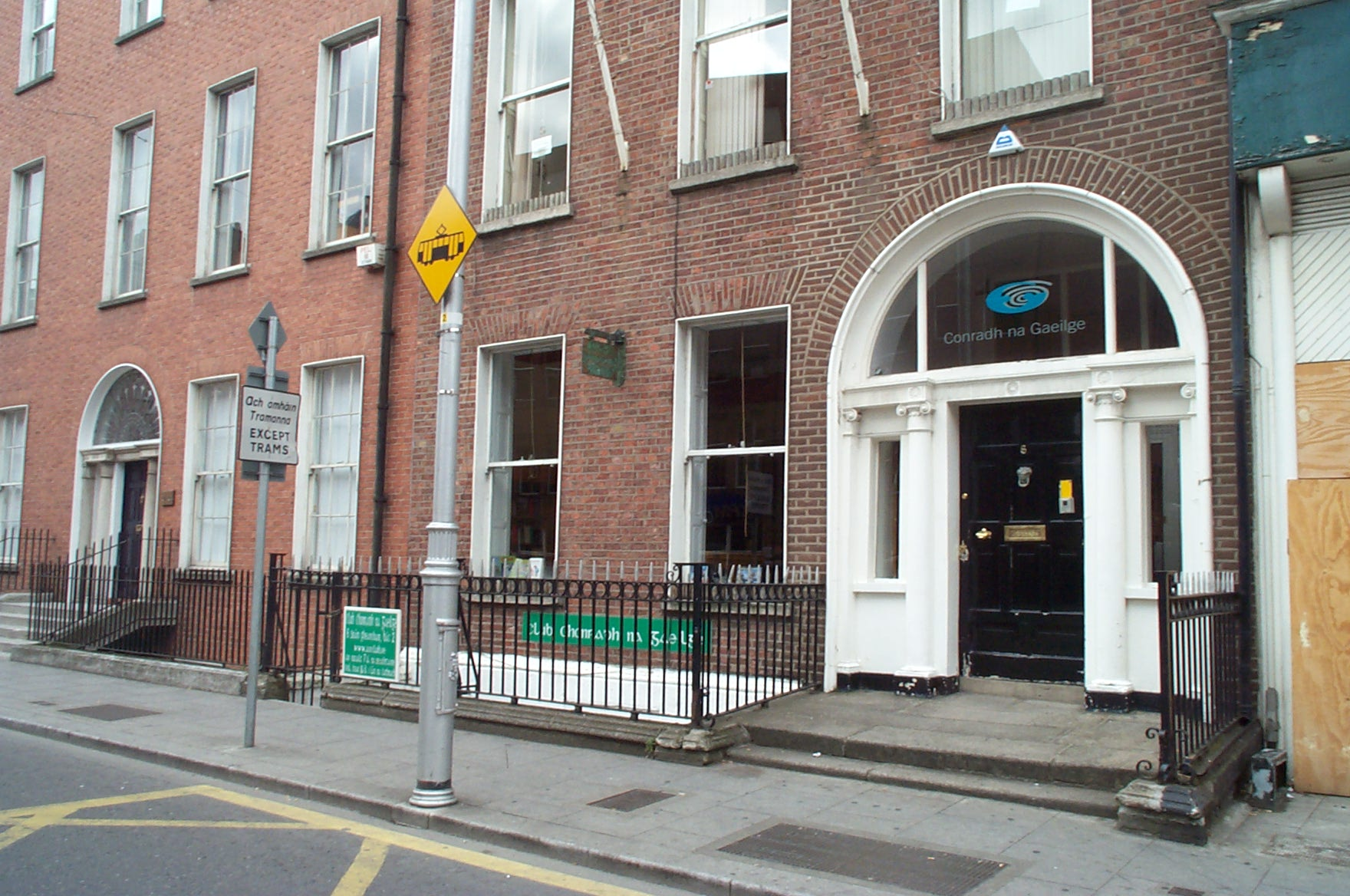
Conradh na Gaeilge, Dublin

Conradh na Gaeilge (irisch; englisch: Gaelic League, dt. „Liga des Irischen“) ist ein Zusammenschluss mit dem Ziel, Irisch als Sprache in Irland am Leben zu halten. Sie wurde am 31. Juli 1893 von Douglas Hyde, einem Protestanten und Unionisten aus Frenchpark (County Roscommon) in Dublin gegründet. Hyde blieb jahrzehntelang die treibende Kraft der Gaelic League. Weitere Gründungsmitglieder waren Eugene O’Growney, Eoin MacNeill. Die Gälische Liga entwickelte sich aus der früheren Gaelic Union von Ulick Bourke und wurde die führende Institution bei der Förderung des Gaelic Revival gegen Ende des 19. Jahrhunderts. Sie unterhielt die Zeitung An Claidheamh Soluis („Das Schwert des Lichts“) als eigenes Organ, dessen berühmtester Herausgeber der Anführer des Osteraufstandes von 1916, Patrick Pearse, war, und veranstaltete den ersten irischen Céilí. Von 1893 bis 1909 übernahm die Gaelic League ebenfalls die Herausgabe der monatlich erscheinenden Zeitschrift Gaelic Journal, einer der ersten bedeutenden zweisprachigen Zeitschriften in Irland, die mit Hydes Hilfe 1892 von der Gaelic Union gegründet worden war.
Die gälischsprachigen Gebiete in Irland waren im Verlauf der Great Famine zwischen 1845 und 1852 durch Hungertod und erzwungene Auswanderung weitaus stärker dezimiert worden als die englischsprachigen. Die gälische Sprache wurde dadurch in vereinzelte, voneinander getrennte Gebiete, vor allem im äußersten Westen, abgedrängt und im überwiegenden Teil des Landes durch Englisch als Umgangssprache ersetzt. An den Schulen wurde kein Gälisch gelehrt; es gab ebenso wenig geschriebene Literatur oder allgemein zugängliche Texte in Gälisch. An diesem Punkte setzte die Bewegung der Gaelic Revival ein, deren Anhänger sich in der Gaelic League sammelten mit dem Ziel, das Gälische wiederzubeleben und es als Ausdruck der sprachlich-kulturellen Identität der irischen Nation zur allgemein anerkannten Landessprache zu machen. Dabei sollte das Gälische sowohl als gesprochenen Umgangssprache wie auch als Gebrauchssprache für geschriebene und gedruckte Texte genutzt werden. Ebenso wurde die Wiederbelebung der alten und die Erschaffung einer neuen irischen Literatur in gälischer Sprache angestrebt.

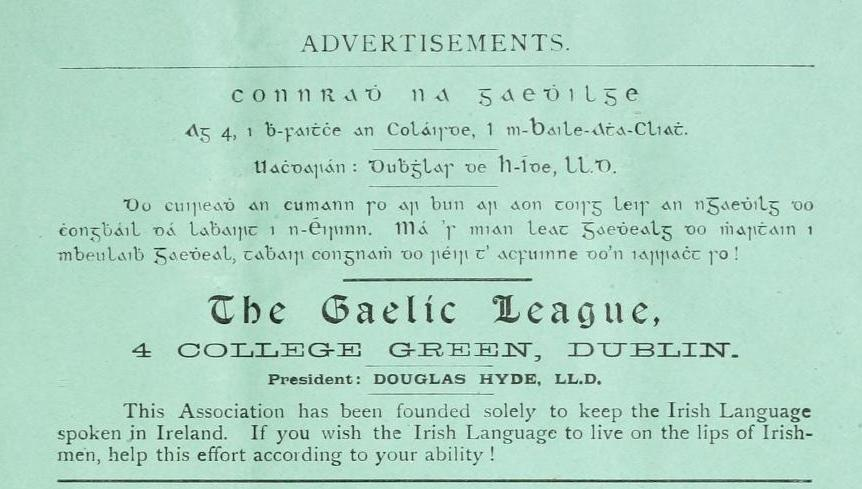
Anzeige der Gaelic League im Gaelic Journal 1894

Auf dem geschichtlichen Hintergrund des Sturzes von Parnell im Jahre 1890 und den damit verbundenen politischen Enttäuschungen fand die Gaelic League nach ihrer Gründung als von ihrer anfänglichen Zielsetzung her eher unpolitische Organisation großen Zulauf. Mit einer Sprachreform wollte die Gaelic League für eine Vereinheitlichung sorgen und die Grundlagen für eine Gleichberechtigung der gälischen neben der englischen Sprache schaffen. Darüber hinaus organisierte die Gaelic League im ganzen Lande Sprachkurse, die der irischen Bevölkerung die eigene Sprache wieder nahebringen sollten. In der Gaeltacht wurden zudem zahlreiche mehrwöchige Sommerkurse durchgeführt, an denen Tausende von jungen Iren mit großem Idealismus teilnahmen.
Die Wirkung dieser Ferienkurse in der Gaeltacht erwies sich allerdings als zweischneidig. Einerseits wurde so vielen jungen Iren die Möglichkeit geboten, das einfache Leben, die Sprache und die Kultur der Landbevölkerung im äußeren Westen kennenzulernen; andererseits brachten diese jedoch auch die englische Sprache und die Lebensgewohnheiten der Menschen aus den anglisierten Städten in die Gaeltacht. Ebenso wie später der Tourismus trugen die Bemühungen der Gaelic League damit ungewollt dazu bei, die gälische Sprache in der Gaeltacht weiter zu verdrängen.
Mit der Ausrichtung von Festivals auf nationaler und internationaler Ebene, in denen ursprüngliche Formen der Volkskunst wie Singen, Musizieren, Tanzen und Dichten im Mittelpunkt standen, sollten die alten Volksüberlieferungen, Tänze und Lieder ebenso wie das Musizieren und schließlich die gälische Sprache selbst wieder aufgewertet werden, um nicht länger als hinterwäldlerisch zu gelten.
Die Bemühungen der Gaelic League führten nach der Unabhängigkeit des Freistaates dazu, dass Gälisch neben Englisch zur offiziellen Landessprache und bis heute zum unantastbaren Bestandteil der irischen Kulturpolitik wurde. Obwohl das radikalere Ziel, Gälisch zur alleinigen Landessprache zu machen, nicht verwirklicht werden konnte, ist die Zweisprachigkeit aller offiziellen Veröffentlichungen von Gesetzestexten bis hin zu Straßennamen oder Wegweisern zu einem unverzichtbaren Element der nationalen Identität geworden. Der große Einfluss und das politische Gewicht der Gaelic League zeigten sich auch 1938 in der Wahl ihres Gründers Douglas Hyde zum ersten Präsidenten der neugeschaffenen Republik Irland.